# Earlswood Brook
Der Earlswood Brook ist ein Wasserlauf in Surrey, England. Er entsteht in South Earlswood und fließt zunächst in westlicher, später in südlicher Richtung bis zu seiner Mündung in den River Mole.